# Championnats du monde de ski alpin 1938
Navigation
Chamonix 1937 Zakopane 1939
Les championnats du monde de ski alpin 1938, huitième édition des championnats du monde de ski alpin, ont lieu du 5 au 6 mars 1938 dans la station d'Engelberg en Suisse.
Émile Allais, Hellmut Lantschner et Christl Cranz sont les skieurs les plus décorés de ces Mondiaux. Le skieur français obtient deux médailles d'argent le titre du combiné, un an après son triplé doré aux Mondiaux de 1937. Le néo-Allemand Lantschner remporte trois médailles de bronze et l'Allemande Cranz remporte le titre mondial en slalom et combiné ainsi que la médaille d'argent en descente devancée par sa compatriote Lisa Resch. Le Français James Couttet, seulement âgé de 16 ans, remporte le titre en descente et le Suisse Rudolf Rominger le titre en slalom, succédant tous deux au palmarès à Allais.

## Palmarès

### Hommes
| Épreuves | Or                     | Argent                 | Bronze                       |
| -------- | ---------------------- | ---------------------- | ---------------------------- |
| Descente | James Couttet France   | Émile Allais France    | Hellmut Lantschner Allemagne |
| Slalom   | Rudolf Rominger Suisse | Émile Allais France    | Hellmut Lantschner Allemagne |
| Combiné  | Émile Allais France    | Rudolf Rominger Suisse | Hellmut Lantschner Allemagne |

### Femmes
| Épreuves | Or                      | Argent                   | Bronze                    |
| -------- | ----------------------- | ------------------------ | ------------------------- |
| Descente | Lisa Resch Allemagne    | Christl Cranz Allemagne  | Käthe Grasegger Allemagne |
| Slalom   | Christl Cranz Allemagne | Nini Von Arx-Zogg Suisse | Erna Steuri Suisse        |
| Combiné  | Christl Cranz Allemagne | Lisa Resch Allemagne     | Käthe Grasegger Allemagne |

## Classement par nations
| Rang | Nation    | Or | Argent | Bronze | Total |
| ---- | --------- | -- | ------ | ------ | ----- |
| 1    | Allemagne | 3  | 2      | 5      | 10    |
| 2    | France    | 2  | 2      | 0      | 4     |
| 3    | Suisse    | 1  | 2      | 1      | 4     |

## Participants par nations
| France | Louis Agnel Émile Allais James Couttet Maurice Lafforgue |  |  |